# Anna Bolena

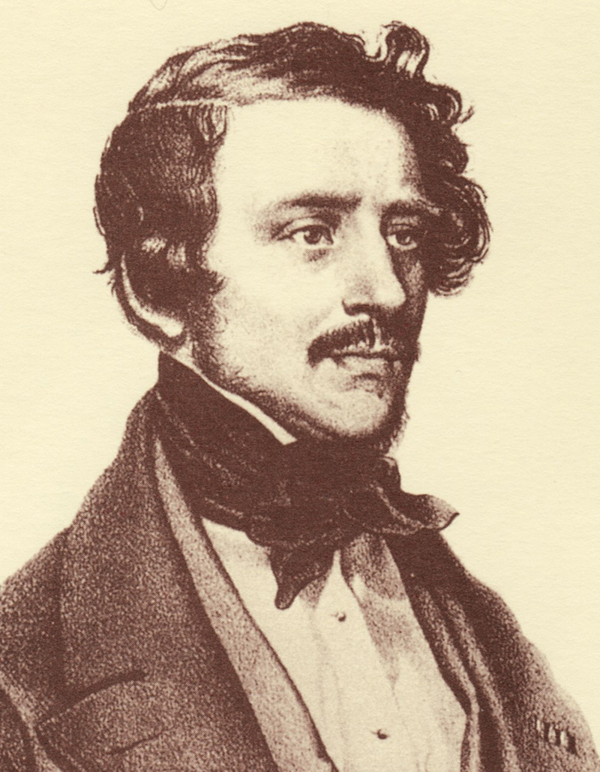
Gaetano Donizetti

Anna Bolena är en italiensk opera (tragedia lirica) i två akter med musik av Gaetano Donizetti och libretto av Felice Romani efter Ippolito Pindemontes översättning av pjäsen Henri VIII av Marie-Joseph de Chenier (1791) och pjäsen Anna Bolena av Alessandro Pepoli (1788).
Verket är en av fyra operor som Donizetti skrev om Tudortiden i England, de andra tre var Elisabetta al castello di Kenilworth (1829), Maria Stuarda (1834) och Roberto Devereux (1837).

## Historia
Anna Bolena etablerade Donizetti bland de ledande tonsättarna i sin tid och gav honom tillfälle att erövra operapubliken i Paris och London. Länge ansågs det som att denna opera utgjorde en vattendelare i Donizettis produktion och att han här, i sin 35:e opera, äntligen hade funnit sin personliga stil. Numera, när alltfler av Donizettis tidiga operor uppförs, ses Anna Bolena som en naturlig och logisk utveckling i hans operaskapande. Inför premiären ansågs librettot klart överlägset musiken och Donizetti hade även den otacksamma uppgiften att besegra den kallsinniga publiken i Milano som dittills inte hade varit imponerade av hans operor. Verket hade premiär den 26 december 1830 på Teatro Carcano i Milano. Anna Bolena blev en av Donizettis riktigt stora succéer och den första som nådde utanför Italiens gränser. I över 50 år stod operan på repertoaren men föll sedan i glömska tills den återupptäcktes och sattes upp på La Scala med Maria Callas i huvudrollen 1957.
Svensk premiär den 17 juni 1844 på Kungliga Operan i Stockholm.

### Om operan
Redan i början av sin operakarriär hade Donizetti visat stor talang för att komponera för ensembler och speciellt i långsamma passager. Särskilt effektfullt är kvintetten "Io sentii sulla mia mano" (hämtad från operan Otto mesi in due ore, (1827)) i slutet av akt I, scen 2. Även sextetten "In quegli sguardi impresso" i scenen där Anna återfår medvetandet återger stämning av framvällande intensitet.
Romani skildrade i stora drag konflikterna mellan karaktärerna och gav därmed Donizetti många möjligheter till psykologisk passande uttryck. Detta märks särskilt i den stora duetterna mellan Seymour och Enrico i akt I och den mellan Anna och Seymour i början av akt II. Kontrasten mellan Enricos försåtliga hot och Seymours rättframma ånger förstärks av det ovanliga greppet att låta Seymour upprepa en av sina melodier från largettoavsnittet i cabalettan, ett övertygande uttryck för hennes misslyckande att övertygas av Enricos argument. I scenen mellan Anna och Seymour är den känslosamma bredden än större. Den musikaliska höjdpunkten återfinns i Tornscenen, som enbart består av två fullskaliga ariafinaler. Percys "Vivi tu" är full av patos, men den stämningen ger större effekt i Annas "Al dolce guidami" med dess vemodiga engelska horn.

## Personer
- Anna Bolena (Anne Boleyn) (sopran)
- Enrico (Henrik VIII) (bas)

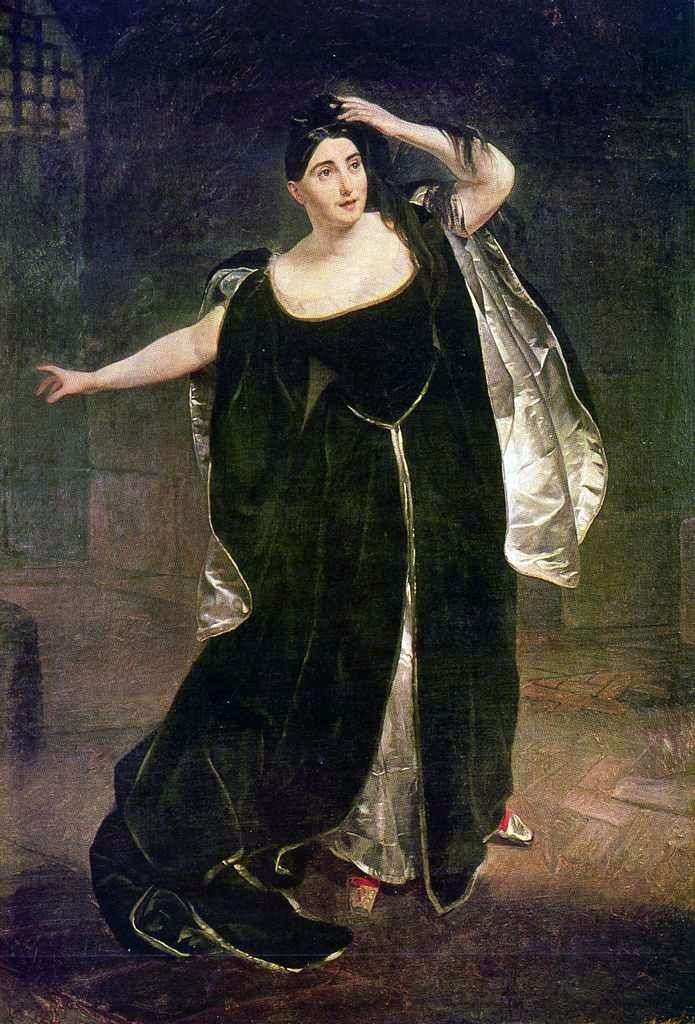
Giuditta Pasta i huvudrollen vid premiären 1830.

- Giovanna Seymour (Jane Seymour), Annas hovdam (mezzosopran)
- Lord Rochefort (George Boleyn), Annas broder (bas)
- Riccardo Percy (Henry Percy, 6:e earl av Northumberland) (tenor)
- Smeton (Mark Smeaton), musiker (kontraalt)
- Hervey, hovman (tenor)
- Hovmän, soldater, jägare (kör)

## Handling
1536, London och Windsor Castle.

### Akt I
Enrico (Henrik VIII) är trött på sin drottning Anna (Anne Boleyn) och har istället börjar intressera sig för hovdamen Giovanna (Jane Seymour). I sin ungdom älskade Anna lord Percy, som Enrico nu har kallat hem för att kunna utnyttja honom som ursäkt så att han kan skilja sig från Anna på grund av otrohet. Annas bror Rochefort övertalar henne att ta emot Percy i audiens, men hon vill inte höra på hans kärleksförklaringar. Han vill då genomborra sig med sitt svärd men hejdas av pagen Smeaton. Då Anna hör att kungen är på väg till hennes gemak svimmar hon, och kungen låter arrestera alla tre.

### Akt II
I fängelset försöker Giovanna övertala Anna att förklara sig skyldig och medger att kungen ämnar gifta sig med henne. Anna förlåter henne men vill inte erkänna någon skuld. Hon, Percy och Rochefort döms till döden, men då kungen vill benåda de båda männen förklarar de att de inte vill leva när den oskyldiga drottningen måste dö. De tre förs till schavotten medan klockringning och kanondån hälsar den nya drottningen.